# Падучева, Елена Викторовна
Еле́на Ви́кторовна Па́дучева (26 сентября 1935 года, Москва — 16 июля 2019, там же) — советский и российский лингвист, одна из крупнейших специалистов по русской и общей семантике.
Доктор филологических наук (1984), профессор (1996), иностранный член Американской академии искусств и наук (1976), член Европейской академии (2017), член Европейского лингвистического общества (1987), член Грамматической комиссии Международного комитета славистов (1991).

## Биография
Окончила филологический факультет МГУ (1957), долгие годы работала в ВИНИТИ РАН (главный научный сотрудник).
Кандидатскую диссертацию «Некоторые вопросы синтаксиса в связи с проблемой автоматического перевода с русского языка на языки математической логики» защитила в 1965 году в Институте точной механики и вычислительной техники АН СССР под руководством Вяч. Вс. Иванова.
Защита докторской диссертации «Референциальные аспекты высказывания: семантика и синтаксис местоименных слов» состоялась в 1982 году.
Преподавала и выступала с лекциями в университетах Финляндии, Германии, Италии, Швеции, США, Швейцарии. Читала курсы лекций по теоретической семантике и компьютерным словарям на филологическом факультете МГУ и на факультете теоретической и прикладной лингвистики РГГУ.

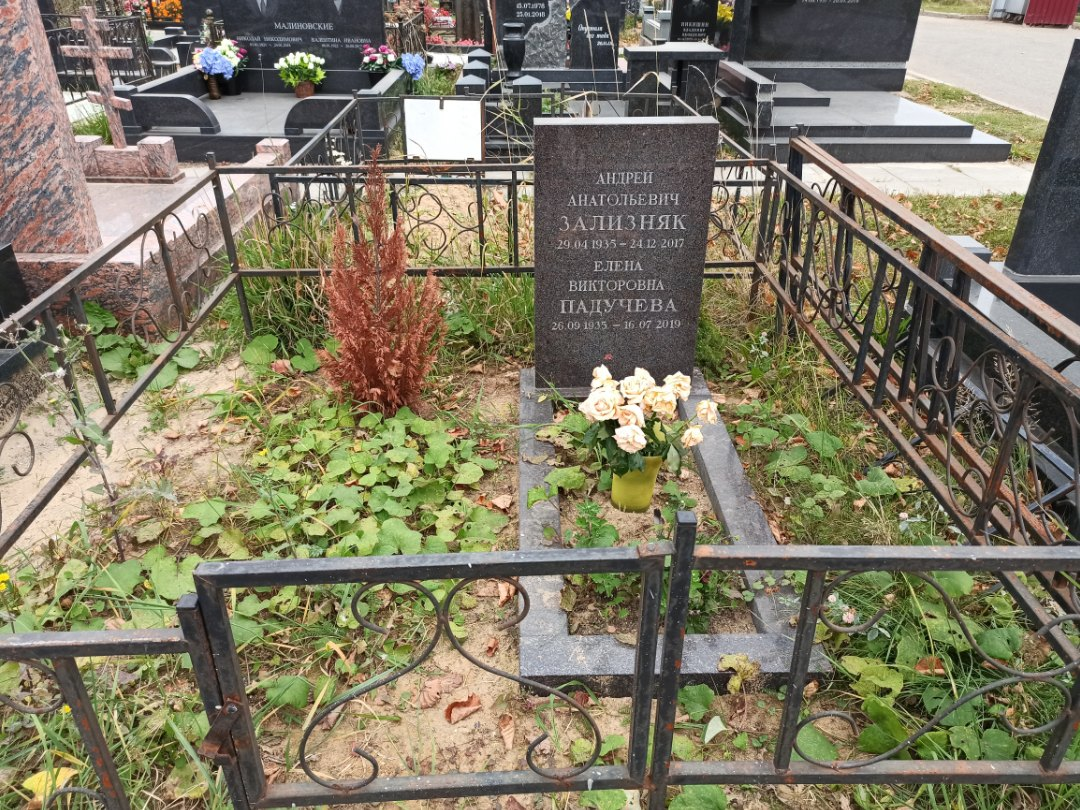
Могила Е. В. Падучевой и А. А. Зализняка на Троекуровском кладбище

### Семья
- Муж — лингвист, академик А. А. Зализняк (однокурсник по филологическому факультету)
  - Дочь — лингвист, доктор наук Анна А. Зализняк

## Научные интересы
Научные интересы Падучевой многообразны, новаторские работы, соединяющие достижения западной и российской лингвистики, посвящены синтаксису (в том числе синтаксической типологии), логико-семантическому анализу высказывания, теории речевых актов и прагматике, таксономическим классам глагольной лексики (в духе работ З. Вендлера и Ю. С. Маслова), лексической семантике, русской и славянской аспектологии, просодии, теории нарратива, анализу литературных приёмов с лингвистической точки зрения, математическим методам в лингвистике и исследовании мышления и др.
Теоретические принципы Е. В. Падучевой в ряде отношений близки Московской семантической школе, но в целом её подход к анализу фактов синтаксиса и семантики является индивидуальным и может рассматриваться как особое направление российской лингвистики.
Е. В. Падучева на протяжении многих лет руководила работой по созданию лексико-семантической базы данных «Лексикограф», что повлияло на ряд работ российских исследователей по лексической семантике: Р. И. Розиной, Е. В. Рахилиной, Г. И. Кустовой, М. В. Филипенко, О. Н. Ляшевской.  Она является автором семи монографий и нескольких сот публикаций на русском, английском, французском, польском языках.

## Монографии
- О точных методах исследования языка (в соавторстве с О. С. Ахмановой, И. A. Мельчуком, Р. М. Фрумкиной), М.: Изд-во МГУ, 1961. Англ. перевод: Exact methods in linguistic research, 1963, Berkeley, L. A.
- О семантике синтаксиса. Материалы к трансформационной грамматике русского языка М.: Наука, 1974, 291 с (рец.: J. Haiman. On syntax and semantics. International journal of slavic linguistics, 1977 и др.); 3-е изд., М., 2006.
- Обратная теорема: алгоритмические и эвристические процессы мышления (в соавторстве с Т. Д. Корельской). М.: Знание, 1978.
- Высказывание и его соотнесенность с действительностью: референциальные аспекты семантики местоимений. М.: Наука, 1985. (рец.: Wierzbicka A. Journal of linguistics, 1986, v. 22, p. 475—479 и др.) Изд. 4-е, стереотипное — 2004.
- Семантические исследования. Семантика времени и вида в русском языке. Семантика нарратива. М.: Языки русской культуры, 1996.
- Динамические модели в семантике лексики. М.: Языки славянских культур, 2004, 607 с.
- Статьи разных лет. М.: Языки славянских культур, 2009. — 736 с.
- Русское отрицательное предложение. М.: Языки славянских культур, 2013, 304 с.
- Эгоцентрические единицы языка. — М.: Изд. дом ЯСК, 2018. — 439 с. — (Studia philologica).; ISBN 978-5-6040760-2-6